# 喬治·安塞爾
喬治·安塞爾（英語：George Antheil，1900年7月8日—1959年2月12日），出生於美国，德國移民後裔，是美國前衛派作曲家、鋼琴家、作家和發明家。展布频谱（Spread Spectrum）技术的共同发明人，這個技術為現代許多無線通訊系統的基礎關鍵，包括無線區域網路與行動電話等。2014年被选入美国发明家名人堂。

## 生平
喬治·安塞爾出生于美国紐澤西州，原名喬治·約翰·卡爾·安塞爾（George Johann Carl Antheil）；他的父亲是一名鞋店老闆。六歲開始學習鋼琴，未正式從高中或大學畢業；弟弟亨利·安塞爾（Henry W. Antheil, Jr.），1940年6月14日，因飛機在波羅的海被擊落而身亡
。1925年娶匈牙利人Boski Markus為妻。
1940年夏天，安塞爾在一個聚會上認識了從歐洲移民來的演員海蒂·拉瑪（Hedy Lamarr），當時拉瑪正同第二任丈夫吉恩·馬基（Gene Markey）分居。拉瑪曾把安塞爾邀請到家中，開玩笑般詢問他如何增大自己的胸部。後來他們討論了更為嚴肅的話題，拉瑪想起自己的第一任軍火商丈夫弗里茨·曼德（Fritz Mandl），某次晚宴上她曾聽到納粹官員談起過如何操控魚雷的內容。如果是直接使用遙控則很容易被相同頻率的信號干擾從而使魚雷偏離目標，某個下午安塞爾漫不經心地彈著鋼琴，拉瑪想到如果改變鋼琴按鍵就能改變聲音，那麼改變無線電信號頻率同樣能改變信號。如果不停隨機地改變信號頻率，敵人的干擾影響就會減小很多。而安塞爾則想出了具體的實施方法，他曾經在1926年的《機械芭蕾》（Ballet Mecanique）中使用了16架自動演奏鋼琴，這些鋼琴由滾筒驅動。當在魚雷的接收器和艦船的發射器內安裝上相同編碼的滾筒，讓兩者同時運轉時，就可以完成這種跳頻擴頻。
1942年8月11日，海蒂·拉瑪與喬治·安塞爾從美國專利局獲得了名為秘密通信系統（Secret Communications System）的專利，編號為2,292,387；事實上在他們的專利中一共使用了88種頻率，這個數字和鋼琴的按鍵相同。獲得專利後他們沒有開發相關的商業用途而是直接交給了政府，他們還需要為此擔負相關的專利維護費。然而那時候還未發明電晶體以及集成電路，想要將龐大的電子管設備塞入魚雷之中困難重重，因而海軍拒絕了這一想法。雖然拉瑪和安塞爾沒有繼續他們的發明，但是實際上日後擴頻技術在CDMA、Wi-Fi中發揮了很大的作用。
1959年，喬治·安塞爾在美國紐約市逝世。